# Malam Saguirou
Malam Saguirou (* 15. April 1979 in Zinder; vollständiger Name: Malam Ibrahim Malam Mahaman Mahaman Saguirou) ist ein nigrischer Filmregisseur und Filmproduzent.

## Leben
Malam Saguirou begann ein Studium der Rechtswissenschaft an der Abdou-Moumouni-Universität Niamey. Im Februar 2001 kam es zu gewaltsamen Studentenunruhen und die Universität wurde vorübergehend geschlossen. Infolge des einschneidenden Erlebnisses wandte Saguirou sein Interesse dem Kino zu. Er begann noch im selben Jahr einen Filmkurs in Niamey zu besuchen, den er 2002 beendete. Anschließend absolvierte er 2004 in Dakar und 2005 in Annecy Dokumentarfilm-Ausbildungen.
Mit Le chasseur de vent erschien 2005 sein erster Film als Regisseur. Gemeinsam mit dem erfahrenen, dreißig Jahre älteren Regisseur Inoussa Ousséïni gründete Saguirou eine Filmproduktionsfirma, für die er von 2005 bis 2007 arbeitete. In diese Zeit fällt seine Teilnahme am Berlinale Talent Campus 2006. Im Jahr 2007 machte sich Saguirou mit einer eigenen Produktionsfirma selbständig. Wie sein Landmann Sani Magori prägte er eine neue Generation des nigrischen Films, für die eine Spezialisierung auf Dokumentarfilme typisch ist.

## Filmografie
- 2005: Le chasseur de vent
- 2005: Le prix d’un plat
- 2006: Un africain à Annecy
- 2007: La chèvre qui broute
- 2008: Pour le meilleur et pour l’oignon!
- 2008: La robe du temps
- 2010: Changer de peau
- 2011: Ah ! Les indigents
- 2012: La gratuité des soins au Niger
- 2014: Au plus loin de le noir
- 2014: Qui parle de vaincre?
- 2017: Solaire Made in Africa[6]